# Stéréotypes sur l'histoire de l'Afrique
Les stéréotypes relatifs à l'histoire de l'Afrique présentent les sociétés africaines comme anhistoriques, primitives, en proie aux divisions ethniques. Cet article traite des représentations de l'Afrique qui se sont affirmées dans les discours philosophiques et historiographiques européens notamment dès le XIXe siècle et qui se sont largement diffusées au point de façonner certaines habitudes de pensée actuelles.

## Origines des stéréotypes

### Relations politiques entre l'Europe et l'Afrique
La permanence d'une image stéréotypée de l'Afrique, et en particulier du cliché d'un continent sans histoire, s'explique selon Catherine Coquery-Vidrovitch par le fait que l'Europe a produit pendant plusieurs siècles des discours visant à justifier des formes d'oppression comme l'esclavage et la colonisation,. La théorie raciale élaborée au XIXe siècle, postulant l'infériorité des Africains, a également contribué à occulter l'histoire africaine et à lui dénier tout intérêt.

### Rôle de la philosophie hégélienne

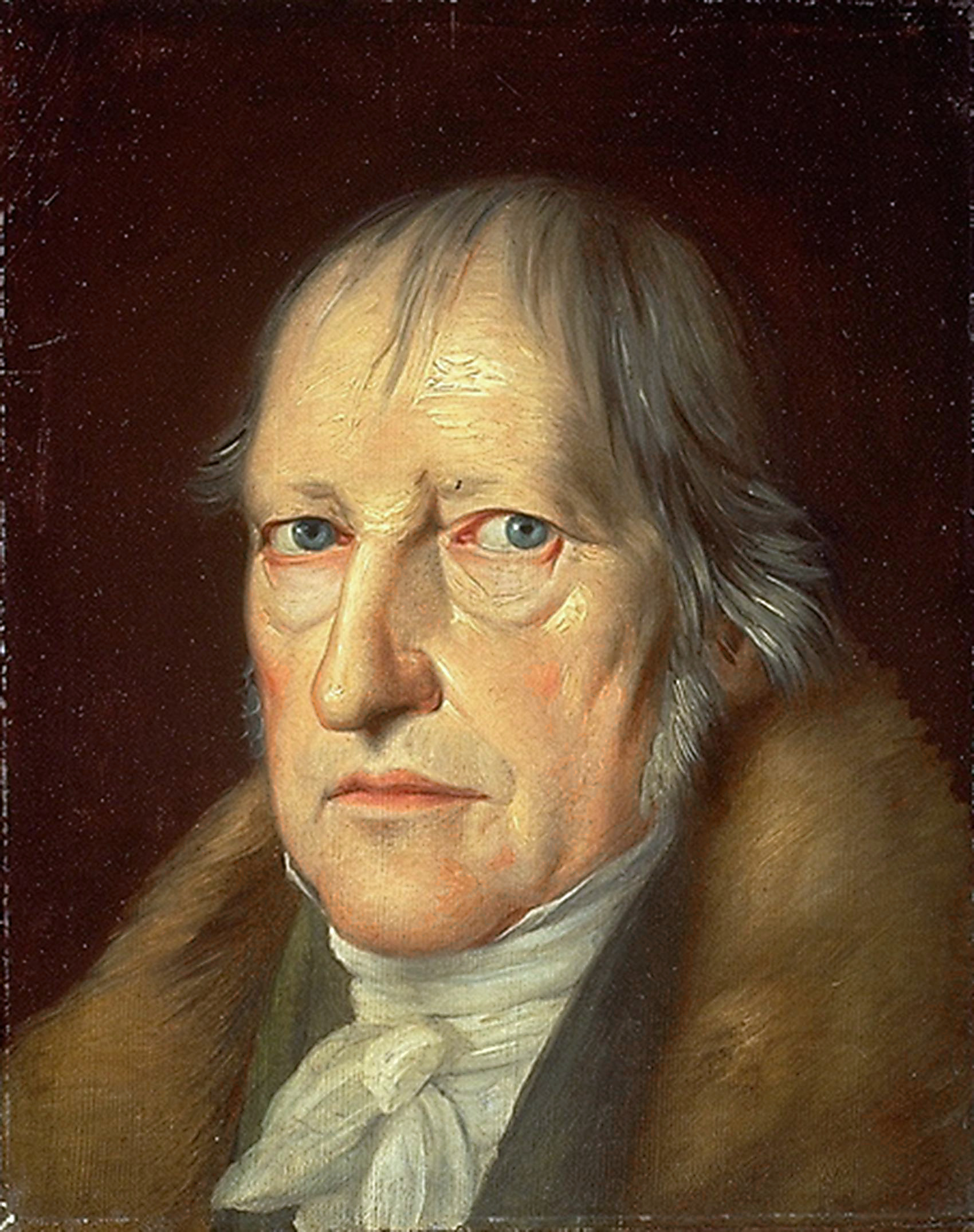
Georg Wilhelm Friedrich Hegel par Jakob Schlesinger (1831).

De nombreuses études font remonter à Hegel l'origine de bon nombre de stéréotypes concernant l'Afrique. Le philosophe allemand divise l'Afrique en trois parties : l’Afrique du Nord, intégrée dans le flux des échanges en Méditerranée, et qui « devrait être rattachée à l’Europe » ; l’Égypte, dotée d'une grande civilisation, et qui ne serait pas véritablement africaine non plus ; l'Afrique noire au sud du Sahara, qui est « l’Afrique proprement dite », repliée sur elle-même et archaïque,. Cette Afrique subsaharienne, Hegel la représente comme incapable d'évoluer ; l'enclavement géographique et le climat tropical expliqueraient son prétendu immobilisme. Dans l'Afrique sub-saharienne, écrit Hegel, « il ne peut y avoir d’histoire proprement dite. Ce qui se produit, c’est une suite d’accidents, de faits surprenants » (Hegel, La Raison dans l'Histoire).
La philosophie de l'histoire de Hegel le conduit à hiérarchiser les cultures en fonction de leur place supposée dans une marche du progrès qui conduit à l'avènement de l’« État du droit » ; c'est « seulement dans l’État que l’homme a une existence conforme à la Raison » et l'Afrique noire selon lui ne peut concevoir cet idéal juridique ni par conséquent accéder aux conditions de la liberté. L'Europe serait le lieu par excellence de la manifestation de la raison ; ainsi les peuples des autres régions du monde devraient « se soumettre aux Européens » qui ont les capacités nécessaires pour les éduquer, les civiliser et les conduire vers la liberté. L'œuvre de Hegel a fourni les outils conceptuels permettant de légitimer le colonialisme européen,.

### Rôle de l'anthropologie jusqu'aux années 1950
L'anthropologie à ses débuts avait des tendances essentialistes ; les descriptions qui plaçaient hors du temps les sociétés dites traditionnelles ont fait l'objet de critiques, à partir des années 1950, notamment de la part de Georges Balandier en France, et de Edward Evans-Pritchard dans le monde anglo-saxon. Les anthropologues ont été amenés au cours des dernières décennies à adopter une démarche plus historique, et à identifier les dynamiques internes aux sociétés étudiées. Le contexte colonial dans lequel l'anthropologie avait pris son essor déterminait de fait non seulement le choix des terrains de recherche mais aussi une approche primitiviste qui niait l'historicité des non-Occidentaux.

## Principaux stéréotypes

### L'Afrique n'a pas d'histoire

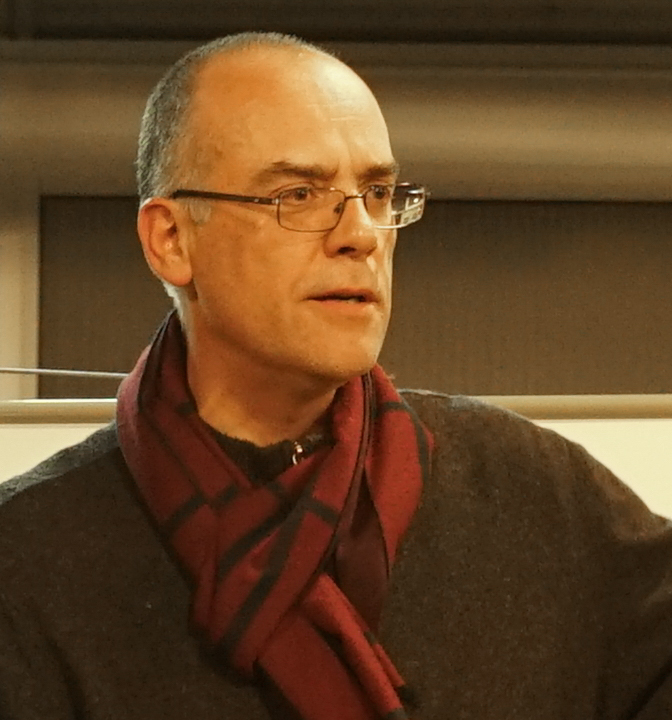
François-Xavier Fauvelle en conférence à Reims en 2017.

Le déni de l'historicité africaine a connu de multiples formes d'expression dans les discours philosophiques et historiographiques. Aussi dans sa leçon inaugurale au Collège de France, François-Xavier Fauvelle a commencé par réagir contre ce stéréotype ancien qui perdure, et qui selon lui aurait été réactivé en 2007 dans le Discours de Dakar de Nicolas Sarkozy. « Dire que l’Afrique n'a pas d'histoire est tout simplement faux d'un point de vue factuel : on peut parfaitement faire le récit de ses régimes politiques, de ses activités économiques et culturelles, ou encore de sa démographie et de ses mouvements de population », déclare F.-X. Fauvelle.
Dans le domaine philosophique, l'œuvre paradigmatique demeure celle de Hegel, qui a déclaré notamment : « ce que nous comprenons en somme sous le nom Afrique, c'est un monde anhistorique non développé, entièrement prisonnier de l'esprit naturel et dont la place se trouve encore au seuil de l'histoire universelle » (Hegel, La Raison dans l'Histoire).
Dans le domaine historiographique, le déni le plus célèbre est celui de l'historien anglais Hugh Trevor-Roper, professeur à l'Université d'Oxford, qui affirme en 1963 : « peut-être qu'à l'avenir, il y aura une histoire de l'Afrique à enseigner, mais à présent, il n'y en a pas. Il y a seulement l'histoire des Européens en Afrique [...]. L'histoire ne peut pas être créée à partir des ténèbres qui sont visibles dans le passé de l'Afrique ».

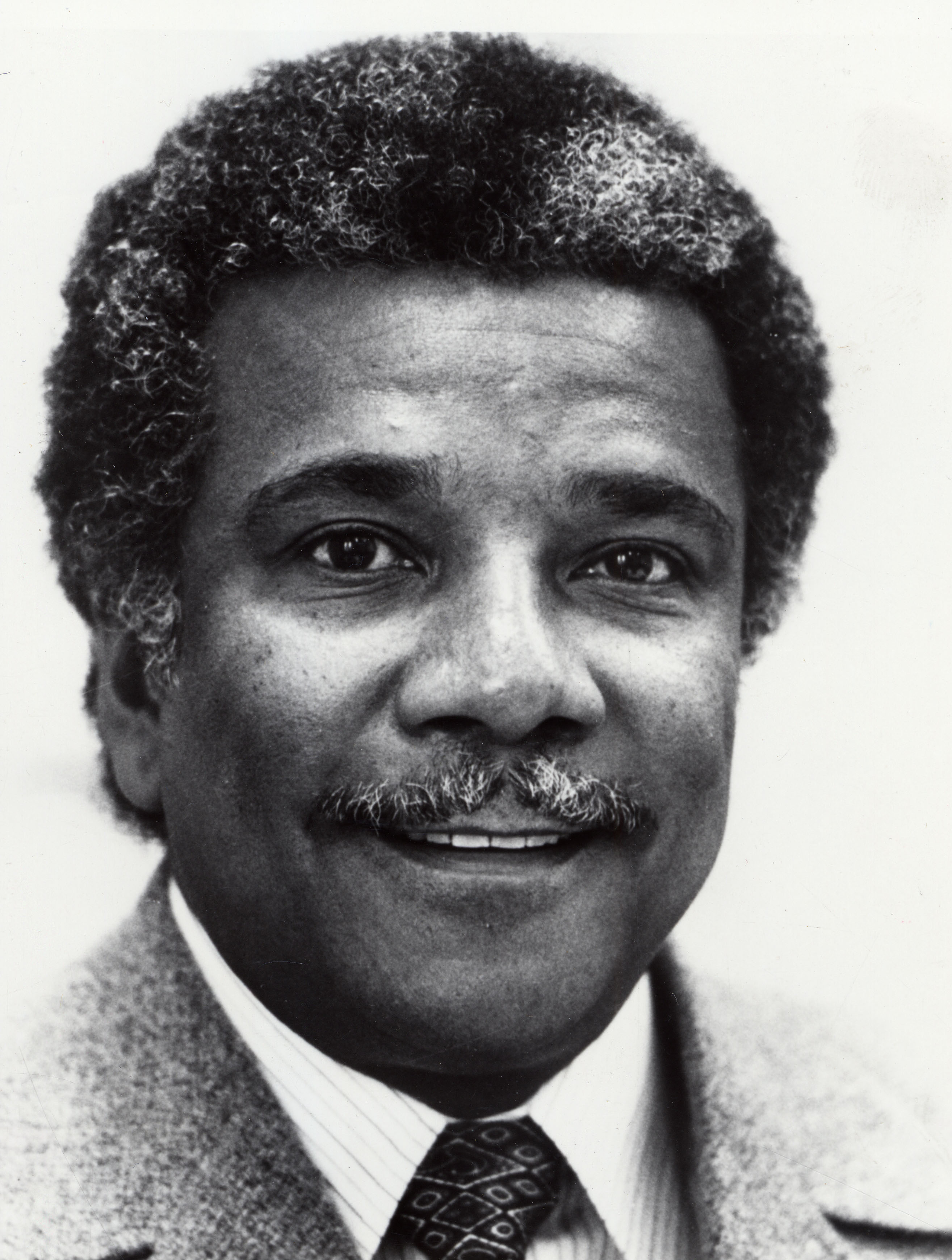
Ali al'Amin Mazrui.

Analysant ces discours, Ali al'Amin Mazrui rappelle que le mot histoire peut revêtir trois significations :
- dans un premier sens, le terme renvoie aux événements passés ; les négateurs de l'historicité africaine ne veulent pas dire que l'Afrique n'a pas de passé, mais qu'elle n'a pas d'événements passés reliés au présent ; elle n'aurait pas de trajectoire historique, ni de grands faits mémorables susceptibles de retenir l'attention de l'historien. Hugh Trevor-Roper fournit le prototype du discours européocentré quand il déclare que nous ne pouvons nous permettre de « perdre notre temps à étudier les gesticulations de tribus barbares vivant dans des contrées pittoresques, mais sans importance, du globe »[13] ;
- dans une deuxième acception du mot, « histoire » renvoie aux sources historiques qui renseignent sur le passé. Ainsi la distinction opérée traditionnellement en Europe entre préhistoire et histoire est fondée sur la primauté accordée aux documents écrits. La plupart des sociétés africaines de l'époque pré-coloniale étaient considérées, en vertu de ce critère, comme non-historiques, parce que leur culture était orale. Les historiens actuels de l'Afrique ont adopté deux démarches novatrices, l'une consistant à rechercher des sources écrites anciennes sur l'Afrique, l'autre à légitimer le recours aux sources orales dans l'enquête historique[13] ;
- dans un troisième sens, « histoire » renvoie à la narration scientifique du passé par des historiens professionnels ; de fait l'historiographie comme discipline universitaire a émergé récemment en Afrique. « Jusqu'à une époque récente, écrit Ali al'Amin Mazrui, le passé de l'Afrique n'a pas été suffisamment étudié par les historiens, en partie parce que très peu d'historiens qualifiés étaient africains »[13].

### L'Afrique est primitive
Une autre idée reçue consiste à réduire l'histoire de l'Afrique au temps des origines. L'Afrique ne serait « rien de plus que le berceau à jamais primitif de l'humanité ». Ce cliché tend à occulter tout ce qui a suivi ; de plus, il « enferme le continent dans une représentation naturalisée et ethnicisée. L'homme africain passe ainsi pour le « bon sauvage », encore en proie aux caprices de son environnement, démuni sans l'aide de colons blancs et européens pour lui apporter la civilisation et le progrès ».
F.-X. Fauvelle analyse ce préjugé qu'il attribue au fait que les Européens calquent sur l'Afrique un schéma historique valable pour l'Eurasie uniquement. En effet, les chasseurs-cueilleurs eurasiens suivent tous la même évolution qui conduit de la fabrication des premiers outils à la sédentarisation et à l'invention de l'agriculture, alors qu'en Afrique prévaut une grande diversité de dynamiques socioculturelles. Cependant, de nombreux Européens ont homogénéisé le continent africain et forgé l'image d'Épinal d'une Afrique primitive.

### L'Afrique est divisée en ethnies
Un autre stéréotype voudrait que « le phénomène ethnique explique tout de l'Afrique passée, présente et future ». Ainsi, pour Bernard Lugan, le déterminisme ethnique serait une constante en Afrique et expliquerait la plupart des maux dont souffre ce continent.
François-Xavier Fauvelle dénonce le recours parfois abusif à des catégories comme celle des « races », des ethnies, et des groupes linguistiques qui selon lui « polluent » l'historiographie européenne de l'Afrique. Il dévoile le travail de construction dans certains travaux savants d'identités ethniques présentées comme originelles. Selon Érik Orsenna et N. Normand, cette vision ethnicisée de l'Afrique a servi la politique coloniale dans la mesure où elle présente une Afrique tribale déchirée par des conflits interminables, que l'homme blanc viendrait pacifier et civiliser.

## Canaux de diffusion
Les clichés sur l'histoire de l'Afrique passent des discours savants dans les manuels scolaires, dans les scénographies des musées, dans les reportages journalistiques et dans certains discours d'hommes politiques.
Certains historiens déplorent le fait que dans les écoles on continue à enseigner aux élèves une définition obsolète de l'histoire, censée commencer avec l'apparition de l'écriture, alors que selon le consensus actuel l'histoire commence avec la domestication des plantes (en Afrique, vers le quatrième ou le IIIe millénaire av. J.-C.) ; l'agriculture permet de dégager des surplus alimentaires ; la possibilité pour certains membres de la collectivité de ne pas être cultivateurs entraîne l'émergence de nouvelles organisations sociales et politiques.
Les musées contribuent quelquefois à transmettre une représentation primitive et atemporelle de l'Afrique ; certains spécialistes leur reprochent une esthétisation des objets africains qui relègue à l'arrière-plan le contexte historique dans lequel ces objets sont apparus. Bernard Fontaine rappelle que Picasso, les artistes cubistes et surréalistes sont les premiers en Europe à accorder une valeur artistique aux œuvres africaines, mais que cet intérêt s'accompagne d'une méconnaissance de l'origine et de la fonction des objets, de la culture dont ils sont les émanations.
Certains reportages se focalisent sur le folklore africain ou vantent la sagesse immémoriale de proverbes africains ; ils réservent ainsi à l'Afrique un traitement séparé qui simplifie les sociétés représentées, en occultant leur caractère évolutif.
Parmi les discours d'hommes politiques, celui de Nicolas Sarkozy en 2007 affirmant que « l'homme africain n'est pas assez entré dans l'histoire » est considéré comme une des formulations actuelles les plus claires du déni de l'historicité des sociétés africaines,,,,.